# Fachkraft für Straßen- und Verkehrstechnik
Fachkraft für Straßen- und Verkehrstechnik ist ein Ausbildungsberuf der auf die Bedürfnisse der öffentlichen Straßen- und Verkehrsverwaltung in Deutschland zugeschnitten ist. Das bundeseinheitliche Berufsbild wurde vom Bundesministerium für Wirtschaft und Technologie zum 21. Juli 2000 geschaffen. Vorläufer des Berufsbild waren der/die Straßenbautechniker/in (Hessen) bzw. der/die Planungstechniker/in (Rheinland-Pfalz) 
Ausbildungsplätze für den Beruf werden in der öffentlichen Verwaltung, in Ingenieurbüros und Straßenbaufirmen angeboten. Die Ausbildung zur Fachkraft für Straßen- und Verkehrstechnik dauert drei Jahre. Die Ausbildung findet an den Lernorten Betrieb und Berufsschule statt. Es bestehen keine Spezialisierungen in Fachrichtungen oder Schwerpunkte. Die Lerninhalte des ersten Ausbildungsjahres sind identisch mit den Inhalten der Fachkraft für Wasserwirtschaft. 
Das Berufsbild umfasst die Tätigkeiten der Straßenplanung, Bauvorbereitung, Bauüberwachung, Straßenunterhaltung und Straßenbetrieb. Hierfür sind bautechnischen Berechnungen, Konstruktionen, Vermessung, Baurechtschaffung und die Berücksichtigung des Naturschutzes im Straßenbau nötig.
Sofern nach bestandener Abschlussprüfung eine Übernahme in den öffentlichen Dienst erfolgt werden Fachkraft für Straßen- und Verkehrstechnik als tarifliche, technische Angestellte beschäftigt. Der Berufsabschluss berechtigt zum Studium des Bautechniker Fachrichtung Tiefbau. In Verbindung mit einer Hochschulreife ist das Studium zum Bauingenieur möglich. In einigen Bundesländern ist dieses Studium ohne Hochschulreife möglich.